# Reserve hat Ruh
Reserve hat Ruh (Alternativtitel Das Ganze halt!, Österreich: Kaisermanöver) ist ein deutscher Militärschwank von 1931 unter der Regie von Max Obal. Die Hauptrollen sind besetzt mit Fritz Kampers und Paul Hörbiger, tragende Rollen mit Senta Söneland, Hugo Fischer-Köppe, Albert Paulig, Claire Rommer, Adolf Edgar Licho und Lucie Englisch.

## Handlung
Dr. Egon Breitner ist ein etwas weltfremder junger Astronom. Als er 1914 als Einjährig-Freiwilliger seinen Gestellungsbefehl erhält und einrücken muss, bestätigt er die Vorurteile seines vorgesetzten Hauptmanns Sauer, der von den Einjährigen wenig hält. Breitner stellt sich mehr als ungeschickt an und wird den soldatischen Anforderungen in keiner Weise gerecht. Zu Breitners Glück steht ihm der Rekrut Paule Zapp bei und hilft ihm immer wieder, schwere Strafen zu vermeiden.
Paule hat Egon anvertraut, dass er Aenne, die hübsche Tochter des Militärschneiders Schulze liebt. Allerdings entzieht Aenne sich ihm immer wieder und scheint seine Gefühle nicht zu erwidern. Da Breitner in ihren Augen gebildeter ist, hat sie ein Auge auf ihn geworfen. Breitner wiederum hat Gefallen gefunden an der Studentin Lotte Fiedler. Da der Astronom sehr schüchtern ist und sich nicht traut, Lotte näherzukommen, macht ihm ein Rivale einen Strich durch die Rechnung und vereitelt ein in Aussicht stehendes Treffen mit Lotte auf hinterlistige Weise. Auch in diesem Fall kommt ihm Paule, der inzwischen zu einem wahren Freund geworden ist, zu Hilfe. Paule ist sowieso Gold wert, so weiß er, wie man Feldwebel dazu bringen kann, damit sie Einjährige außerhalb der Kaserne wohnen lassen oder wie man ohne Urlaubsschein trotzdem Urlaub bekommt und weitere Dinge, die das Soldatenleben angenehmer machen. Egon setzt nun alles daran, dem Freund seine Hilfsbereitschaft zu danken, indem er versucht, Aennes Ansicht über Paule zu ändern und ihr die vielen guten Seiten des Freundes warmherzig vor Augen führt.
So nach und nach erweist sich, dass Breitner unter dem Einfluss des Militärs, des Milieus, in dem er sich nun bewegt, und durch Zapps Freundschaft doch zu einem ziemlich brauchbaren Soldaten geworden ist. Hauptmann  Sauer traut Breitner allerdings nach wie vor nicht so recht, da er befürchtet, der Einjährige könne beim Manöver eine Dummheit begehen, was die Chancen des Hauptmanns zum Major zu avancieren, vereiteln könnte. Eine Verkettung glücklicher Zufälle führt jedoch dazu, dass ausgerechnet Breitner und Zapp diejenigen Soldaten sind, die als erste in ein von feindlichen Truppen besetztes Dorf eindringen. Der Hauptmann wird zum Major befördert und der General lässt es sich nicht nehmen, ihm zu den beiden ausgezeichneten Soldaten Breitner und Zapp zu gratulieren. So ist aus dem jungen etwas blauäugigen Astronom doch noch, entgegen allen Erwartungen, ein brauchbarer Einjähriger geworden. Nachdem die Manöver nun zu Ende gegangen sind, hat die Reserve Ruh. Egon Breitner und Paule Zapp verlassen das Regiment.
Und auch im privaten Bereich hat sich etwas getan, Breitner verlobt sich mit Lotte Fiedler. Da es bei Zapp weniger gut läuft, greift diesmal Breitner ein, er kleidet seinen Freund, der in seiner zivilen Kleidung recht schäbig aussieht, neu ein und verschafft ihm eine einträgliche Stellung. Und siehe da, plötzlich ist Aenne gar nicht mehr so abgeneigt, im Gegenteil, ist sie mit Freuden bereit, Paule Zapps Frau zu werden.

## Produktion

### Produktionsnotizen
Produziert wurde der Film von der Aafa-Film AG. Das Tonaufnahmeverfahren stammt von Tobis-Klangfilm. Der Verleih für Österreich lag bei Huschak & Co., Wien III., der Verleih für die Tschechoslowakei bei Wolfram-Film, Ernst Kobosil, Aussig an der Elbe, für die Bundesrepublik Deutschland beim Nordwestdeutschen Filmverleih und für die USA bei Tobis Forenfilms. Für die Filmbauten war Jacek Rotmil verantwortlich, für den Ton Emil Specht. Walter Tost war für die Aufnahmeleitung zuständig. Die Dreharbeiten (Manöveraufnahmen) fanden zwischen dem 2. und dem 20. September 1931 in der Umgebung von Berlin statt. Für Max Obal war dies sein dritter Tonfilm.

### Musik
- Eins, zwei, drei – die ganze Kompagnie, Marsch-Foxtrott,
Text und Musik von Bert Reisfeld und Rolf Marbot
Vortrag: Emil Roósz mit seiner Künstlerkapelle vom Hotel Adlon, Refrain: Kurt Mühlhardt.
Es spielt die Kapelle Curt Lewinnek.

### Veröffentlichung
Der Film wurde am 16. Oktober 1931 in Frankfurt an der Oder uraufgeführt, nachdem er am 14. Oktober 1931 einer Prüfung unterzogen worden war. Die Berliner Premiere fand am 6. November 1931 im Primus-Palast statt. In Dänemark war er unter dem Titel Paa Høstmanøvre ab dem 23. November 1931 im Kino zu sehen, in Finnland ab dem 13. März 1932. In den USA startete er am 10. April 1932 unter dem Titel Peace of Mind und in Portugal, wo er den Titel A Milícia da Paz trug, am 13. Juni 1932. Veröffentlicht wurde er zudem in Griechenland unter dem Titel Oi neosyllektoi.
Der Illustrierte Film-Kurier führte den Film auch unter dem Titel Kaisermanöver, unter dem der er in Österreich veröffentlicht wurde.

## Rezeption

### Kritik
Paul Ickes ließ in der Filmwoche ähnliche Tendenzen durchblicken wie der Buchautor und Kritiker Karlheinz Wendtland. Dort hieß es: „Einer der besten Schwänke, die der Film je drehte, weil er sich vom Schema der Possentypen loslöst und in Kampers und Hörbiger zwei soziale Gegenspieler aufbietet, die den Abklatsch des bürgerlichen Lebens in den Kasernenhof tragen. Es ist gewissermaßen die erweiterte Perspektive, die vermenschlichte, in der Militärposse. Und der Erfolg war sehr stark. Kampers war besser als in den meisten seiner letzten Filme, Hörbiger schuf ein kleines Charakterstückchen. Die Komik blieb Komik. Und man hatte doch den Kasernenhof schon für abgegrast gehalten. Es gibt immer noch etwas einzuheimsen.“ Ickes sprach von einem „guten Drehbuch“ und meinte, neben den genannten Hauptdarstellern seien Lucie Englisch und Claire Rommer „nett anzusehen, aber in diesem Film der entscheidenden Bedeutung beraubt.“ Anschließend hieß es: „Dann Paulig, Fischer-Köppe (natürlich als Feldwebel) und die Söneland (als Wirtin). Ein gutes Ensemble. Das Publikum war sehr, sehr zufrieden.“
Der Filmdienst hingegen wertete: „Uralter Militärschwank mit sämtlichen Schwächen dieses Genres. (Alternativtitel: ‚Das Ganze halt!‘) – Ab 14 möglich.“

### Erfolg
Der Film stand in der Spielzeit 1931/1932 an dritter Stelle der geschäftlich erfolgreichsten Spielfilme, was für einen der üblichen Kasernenhoffilme „recht ungewöhnlich“ war, „wenn sie auch immer ihr Geld und mehr einspielten“. Dieser finanzielle Erfolg sei wohl dadurch zu erklären, dass es sich bei dem Film eben um „keine gewöhnliche Militärposse“ gehandelt habe. Wendtland erklärte sich das folgendermaßen: „Zwei aus verschiedenen sozialen Kreisen stammende Soldaten halfen einander. In der Weltwirtschaftskrise, in der jeder Kinobesucher geschärfte Augen und Ohren für gegenseitige Hilfe hatte, traf so etwas die Herzen der Zuschauer.“